# このみちどんどん
「このみちどんどん」は、フジテレビの子供向けのテレビ番組『ひらけ!ポンキッキ』の楽曲。同時収録は「たなあげおんど」。規格品番は6G0104。

## 概要
「このみちどんどん」は、オープンカーに乗ったガチャピンとムックが色んな世界を冒険するという内容。
「たなあげおんど」は、1987年に発表された「かまっておんど」に続いてつかこうへいが作詞した楽曲。つかいわく、本当は（歌詞にもある）「たなあげ坊や」や「たなあげ娘」というフレーズを曲名にしたかったという。また、つかが作詞した歌詞のうち「人の悪口いいましょう」というフレーズが削除されたとのこと。

## 収録曲
1. たなあげおんど（2:31）[2]
  - 作詞：つかこうへい / 作曲：中村弘明 / 編曲：幾見雅博 / 歌：大竹しのぶ
2. このみちどんどん（2:59）[3]
  - 作詞：伊藤アキラ / 作曲・編曲：有澤孝紀 / 歌：のこいのこ、ガチャピン、ムック

## 収録アルバム
- ひらけ!ポンキッキ ベスト50（1990年5月21日、ポニーキャニオン）
- ひらけ!ポンキッキ ベストヒットアルバム（1993年、ポニーキャニオン）
- ガチャピン・ムックのポンキッキ ベスト アルバム（1994年7月10日、ポニーキャニオン）
- ひらけ!ポンキッキ 50周年アニバーサリーベスト（2023年4月2日、ポニーキャニオン）